# Manuel de Saavedra

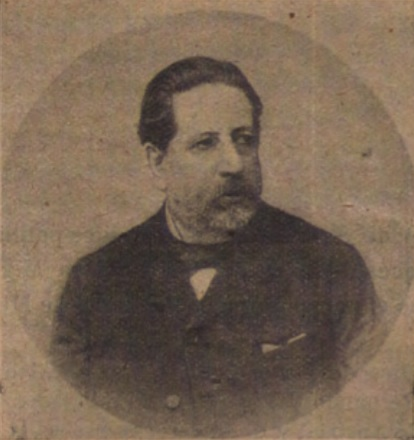
Manuel de Saavedra

Manuel de Saavedra y Frígola (Génova, c. 1842-Valencia, 6 de marzo de 1912) fue un noble y hacendado español, promotor de la causa carlista en Valencia.

## Biografía
Era hijo póstumo de Antonio de Saavedra y Jofré, conde de Alcudia, y de su tercera esposa, Josefa Frígola y Mercader. Su padre había sido ministro de Fernando VII y después embajador de Don Carlos María Isidro en la Corte de Austria, ofreciendo su vida y una cuantiosa fortuna al pretendiente. Manuel de Saavedra nació en Génova, donde se hallaba exiliada su familia debido a la implicación carlista de su padre en la guerra de los Siete años. Tras regresar a España, pasaría casi toda su vida en Valencia.
De acuerdo con el barón de Artagan, a pesar de su condición social, Manuel de Saavedra fue siempre una persona muy humilde y caritativa, siendo considerado por sus correligionarios como el prototipo de rico cristiano. Desde joven fue socio de San Vicente de Paúl; presidió durante muchos años la Conferencia de San Martín, y desde la muerte de su hermano Diego, presidió también el Consejo Central Regional de las Conferencias de San Vicente de Paúl, de Valencia. Fue asimismo gran amigo de las órdenes religiosas, ejerció el cargo de presidente del Círculo Católico de Obreros de San Vicente Ferrer y formaba parte de numerosas cofradías y asociaciones de carácter religioso en Valencia como cofrade o asociado.
En política, Manuel de Saavedra se entregó incansablemente a los ideales tradicionalistas. En diferentes ocasiones aportó cuantiosos donativos para trabajar por el triunfo de la causa carlista, y hasta el final de su vida asistió a todos los actos políticos tradicionalistas que se celebraban en Valencia. Contribuyó asimismo al sostenimiento de los círculos y al tesoro para el fomento de los intereses carlistas. Protector de la llamada «buena prensa», sus dádivas fueron de gran cuantía para ayudar a los periódicos católicos. Tras la muerte de Carlos VII, renovó su compromiso con su sucesor, Don Jaime. Contribuyó especialmente en el órgano de los jaimistas valencianos, Diario de Valencia, siendo Saavedra quien lo financió en buena medida, llegando el Diario de Valencia a reconocer que aunque la publicación era solamente del partido, le pertenecía a él en su mayor parte.
Según el Diario de Valencia, cuando los jóvenes jaimistas se enfrentaron a los republicanos que intentaron profanar en una ocasión la festividad del Jueves y Viernes Santo, Saavedra acudió presuroso al jefe regional jaimista, Manuel Simó, para expresarle su admiración a la juventud y Requeté valencianos por su valiente comportamiento, y ofreció su concurso para todo lo que fuera necesario en favor de aquellos muchachos.
Estuvo casado con Carmen Caro Bassiero, con quien no tuvo descendencia.